# Règim del 4 d'agost

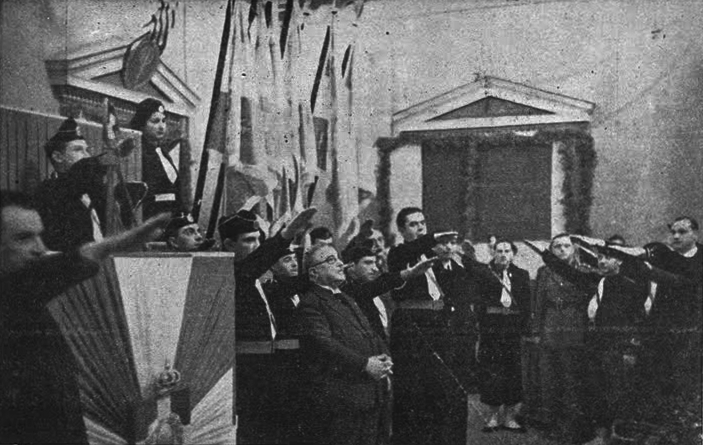
Ioannis Metaxàs amb membres de l'Organització Nacional de Joventuts fent la salutació feixista

El Règim del 4 d'agost és un règim de caràcter quasifeixista que el general Ioannis Metaxàs va establir a Grècia l'any 1936. La inspiració fonamental del feixisme grec era l'Hel·lenisme, que havia de treure Grècia de segles de decadència. Metaxàs va inspirar-se en «la tercera Roma» de Mussolini o el «el tercer Reich» de Hitler per invocar una «Tercera Civilització Hel·lènica», després de l'antiga Grècia i de l'Imperi Romà d'Orient de l'edat mitjana.
El seu «Nou Estat» estava clarament inspirat en l'Alemanya nacionalsocialista de la que era contemporani, com el general Alexander Kondylis va deixar clar: «Qualsevol conflicte i desacord ha de desaparèixer en el futur; el nostre programa de política interior no serà massa diferent del programa del gran creador de la nova Alemanya, Adolf Hitler». El règim de Metaxàs, també anomenat Règim del 4 d'agost per la data en què es va imposar, va intentar enfortir els valors de pàtria, lleialtat, família, religió, estabilitat i l'ordre social i polític.
Igual que els règims feixistes italià i alemany, el règim del 4 d'Agost feia servir la salutació romana o feixista (amb el braç dret estès cap endavant), i tenia els seus propis uniformes, salutacions, cançons i rituals. Com a símbol Metaxàs va escollir el labris, la doble destral que segons Metaxàs era el símbol més antic de totes les civilitzacions hel·lèniques.
Metaxàs també va crear el 1936, poc després d'haver arribat al poder, la Ethniki Organosi Neolaias (Organització Nacional de Joventuts, EON), que a grans trets venia a ser una versió grega de les Joventuts Hitlerianes (Hitlerjugend); els membres de la EON havien de prorrogar els valors del règim en el futur.
Metaxàs veia en els grecs a una «comunitat de sang», un conjunt d'individuus emparentats els uns amb els altres a través del sagrat vincle de la sang i d'uns avantpassats comuns, i fonamentava la seva creença en la superioritat de la raça grega tant en factors culturals com biològics, però mai va caure en el fanatisme racista de Hitler o Himmler. Tot i així, el règim de Metaxàs insistia en les virtuts racials del poble grec, virtuts que residien a la sang i no va dubtar mai en parlar d'una raça grega que s'havia mantingut pura des de l'alba dels temps. La raça grega era descrita freqüentment com la raça escollida pels déus, una raça immortal que viurà per sempre (Logos, Nov. 1937)
Un dels majors èxits del règim feixista grec fou la preparació de les defenses del país contra una possible invasió estrangera, així com la posterior victòria a la Guerra Grecoitaliana de l'hivern de 1940-41.
El període del feixisme grec va acabar el 1941 amb la mort de Metaxàs i la posterior invasió i ocupació alemanya.